# Чемпіонат Південного Судану з футболу
Чемпіонат Південного Судану  — змагання з футболу з-поміж клубів Південного Судану, в ході якого визначається чемпіон країни й представники міжнародних клубних змагань. Вперше турнір проведено 2011 року, після здобуття країною незалежності.

## Історія
У першому розіграші чемпіонату країни (2011) взяли участь клуби з 7-и провінцій, а переможцем став «Вау-Салам». Цей колектив представляв Південний Судан у Клубному кубку Кагаме 2012.
Другим переможцем чемпіонату Південного Судану (2013) став клуб «Атлабара», який отримав право дебютувати в Лізі чемпіонів КАФ 2014.

## Переможці по рокам
- 2011–12 – «Вау-Салам»
- 2013 – «Атлабара»
- 2014 – Не відбувся
- 2015 – «Атлабара»
- 2016 – Не відбувся
- 2017 – «Вау-Салам»
- 2018 – «Аль-Гіляль» (Вау) (апеляцію виграв «Аль-Меррейх», проте згодом Футбольна асоціація Південного Судану повернула титул «Аль-Гілялю»)[3]
- 2019 – «Атлабара»

## Переможці закількістю чемпіонств
| Клуб               | Перемог | Роки перемог     |
| ------------------ | ------- | ---------------- |
| «Атлабара»         | 3       | 2013, 2015, 2019 |
| «Вау-Салам»        | 2       | 2011–12, 2017    |
| «Аль-Гіляль» (Вау) | 1       | 2018             |